# Álvaro Valdivia
Álvaro Francisco Valdivia Soza (Copiapó, Chile, 12 de junio de 2001) es un futbolista chileno. Se desempeña como volante.

## Trayectoria

### Deportes Copiapó
Formado en las inferiores de Club de Deportes Copiapó, participó como cadete en la sub-15, sub-17 y sub-21 defendiendo al equipo. 
Hizo su debut oficial como profesional el día 1 de junio de 2019, en un encuentro válido por Primera B de Chile 2019 ante Magallanes ingresando en los 80 minutos transcurridos, en el cual el elenco copiapino perdió 3-0 en Estadio Municipal Luis Navarro Avilés.

## Estadísticas
| Club                     | Div.          | Temporada     | Liga  | Liga  | Copas nacionales | Copas nacionales | Torneos internacionales | Torneos internacionales | Total | Total |
| Club                     | Div.          | Temporada     | Part. | Goles | Part.            | Goles            | Part.                   | Goles                   | Part. | Goles |
| ------------------------ | ------------- | ------------- | ----- | ----- | ---------------- | ---------------- | ----------------------- | ----------------------- | ----- | ----- |
| Deportes Copiapó · Chile | 2.ª           | 2019          | 1     | 0     | —                | —                | —                       | —                       | 1     | 0     |
| Deportes Copiapó · Chile | 2.ª           | 2020          | —     | —     | —                | —                | —                       | —                       | 0     | 0     |
| Deportes Copiapó · Chile | 2.ª           | 2021          | —     | —     | 1                | 0                | —                       | —                       | 1     | 0     |
| Deportes Copiapó · Chile | 2.ª           | 2022          | 0     | 0     | —                | —                | —                       | —                       | 0     | 0     |
| Deportes Copiapó · Chile | 1.ª           | 2023          | 0     | 0     | 0                | 0                | —                       | —                       | 0     | 0     |
| Deportes Copiapó · Chile | Total club    | Total club    | 1     | 0     | 1                | 0                | 0                       | 0                       | 2     | 0     |
| Total carrera            | Total carrera | Total carrera | 1     | 0     | 1                | 0                | 0                       | 0                       | 2     | 0     |
| 1. 2.                    |               |               |       |       |                  |                  |                         |                         |       |       |